# Biseksualni šik
Biseksualni šik je fraza koja se koristi za opisivanje javnog priznavanja biseksualnosti ili povećanog javnog interesa ili prihvaćanja biseksualnosti. Druga upotreba opisuje pomodnu pažnju prema biseksualnosti. Biseksualni šik često se povezuje sa slavnim osobama koje javno otkrivaju svoju biseksualnost.

## Podrijetlo pojma
U Sjedinjenim Američkim Državama, 1920-e godine bile su vrijeme društvenih eksperimentiranja, posebno sa seksom. Na to su jako utjecali spisi Sigmunda Freuda, koji je teoretizirao da će se ljudi ponašati na bilo koji način da zadovolje seksualnu želju. Uz dobro objavljenu sliku da su seksualni činovi dio lezbijki i veza, seksualno eksperimentiranje bilo je široko rasprostranjeno. Veliki gradovi koji su pružali noćni život bili su neizmjerno popularni, a žene su počele tražiti seksualne avanture. Biseksualnost je postala šik, posebno u prvim američkim gej kvartovima.
Sama fraza postala je široko upotrijebljena sedamdesetih godina prošlog stoljeća, na valu hippie pokreta, koji je veličao slobodnu ljubav. Tijekom glam rocka i disko ere, na klupskoj sceni i među glazbenicima kao što su Elton John, David Bowie i Patti Smith, generirana je fascinacija biseksualnošću; zapravo je 1980. godine časopis Time Bowiejevu ličnost Ziggyja Stardust nazivao "narančastokosim osnivačem biseksualnog šika". Istodobno su se biseksualne skupine formirale u nekoliko velikih američkih gradova, najavljujući rođenje modernih biseksualnih pokreta za građanska prava i oslobođenje.
Izraz se može koristiti da implicira da se netko samo pretvara da je biseksualan jer je to trenutno moderno. Kao alternativu, može se tvrditi da je netko oslobođen tabua, eksperimentalan, u dodiru s muškim i ženskim aspektima sebe, te stoga potencijalno bolji ljubavnik ili čak bolja osoba.

## Pojava
Iako se terminologija pripisuje 1970-ima, biseksualni se trend dogodio u 1920-ima. U Vice Versa: Biseksualnost i erotika svakodnevnog života, Marjorie Garber tvrdi da su dvadesete bile povezane s popularizacijom Freuda (ili "frojdizma"), nastupom Prvog svjetskog rata i općenitom sklonošću odvažnim i nekonvencionalnim: napuhana kosa, kratke suknje, odbijanje prohibicije i viktorijanske strikture." Primjeri toga uključuju dragg balls i uspjeh umjetnika poput Ernesta Hemingwaya, DH Lawrencea, Virginije Woolf i Marlene Dietrich. Gledajući unatrag iz 70-ih, spisateljica Elaine Showalter optužila je Woolfa i Bloomsbury Group za biseksualni šik kada je upozorila Woolfa i njezine prijatelje da se prepuštaju "modi biseksualnosti".

## Od 1970-ih nadalje
Nakon soja društvenih pokreta usredotočenih na LGBT prava poput Stonewallovih nereda 1969. godine, od 1970-ih nadalje, svijest o biseksualnosti bila je u porastu, a nesukladno seksualno ponašanje promatralo se kao čin društvenog prkosa. 1972. u hit glazbenom filmu Cabaret prikazan je ljubavni trokut s muškarcem i ženom koji se bore za istog (muškog) ljubavnika. Autor koji ga je nadahnuo, Christopher Isherwood, bio je među prvim otvoreno homoseksualnim slavnim osobama. Ostale istaknute kulturne predstave iz 1970-ih uključuju The Rocky Horror Picture Show i Sunday Bloody Sunday (film). U 90-ima, pod utjecajem suvremene hipsterske subkulture, koja simbolizira otpor protiv uobičajenog načina života i potiče nekonvencionalnosti, sve je više ljudi počelo nagađati o vlastitom identitetu, kao i o seksualnosti.
Fenomen biseksualnog šika također se može pripisati sve većem broju poznatih osoba koje otkrivaju svoj biseksualni identitet. Primjerice, 1995. godine glavni vokal punk rock sastava Green Day Billie Joe Armstrong u intervjuu za The Advocate izašao je kao biseksualac. U medijima su Madonnini glazbeni spotovi za "Justify My Love" i "Erotica" te njezina knjiga "Sex" sadržavali istospolnu erotiku. Otvoreno biseksualna komičarka Sandra Bernhard predstavljena je kao biseksualka u popularnom televizijskom sitcomu Roseanne usred trenda. Da bi ilustrirala trend, Roseanne se kasnije našla poljubljena od druge žene, a Bernhardov ju je lik utješio, donoseći biseksualnost u Srednju Ameriku. (Vidi također: Epizode poljubaca o lezbijkama) Film Basic Instinct iz 1992. godine predstavio je glamuroznu biseksualnu ubojicu koju je glumila Sharon Stone. Mainstream pjevačica Janet Jackson snimila je naslovnu verziju Roda Stewarta "Tonight's the Night (Gonna Be Alright)" u kojoj pjeva ženi s kojom se planira uključiti u ménage à trois, rekavši: "Ovo je upravo između ja ... i ti ... i ti ... ".
U 21. stoljeću, biseksualnost (ili njezine manifestacije) aludirana je u filmovima Kissing Jessica Stein, Y tu mamá también, Mulholland Drive, Alexander, Kinsey i Brokeback Mountain, u televizijskoj seriji The OC u SAD-u i Torchwood u UK i u spotovima Lady Gage za "LoveGame" i "Telephone". Na dodjeli MTV Video Music Awards 2003. godine, Madonna je poljubila Britney Spears, a zatim Christinu Aguileru; mnoge vijesti i tabloidni izvori nazivali su je "lezbijskim šikom". Hit pjesme "Poljubila sam djevojku" iz 2008. Katy Perry imala je dvoznačne tekstove. Prema istraživanjima CDC-a u SAD-u, veći broj studentica i srednjoškolaca u Americi eksperimentira s drugim ženama nego ikad prije i, iznenađujućim preokretom, zapravo izvještava da ih je na to prvi put potaknula pop kultura vrijeme.

## Kritika
Unatoč vidljivosti i prihvaćanju biseksualnosti koje donose učinci biseksualnog šika, ovaj je fenomen kritiziran zbog svog "trendovskog" svojstva, a ne kao istinski čin zagovaranja biseksualne jednakosti. Ideja da je biseksualnost šik također je štetna za biseksualno kretanje jer "umjetna biseksualnost" daje loše zasluge biseksualnim osobama da je njihova seksualnost samo oblik umjetnosti, a ne stvarna seksualna orijentacija.
Također dovodi u zabludu ljude koji su bi-znatiželjni, što podrazumijeva propitivanje njihove privlačnosti prema oba spola i koji bi na kraju mogli biti monoseksualni, da bi se identificirali s biseksualnošću.

## Poveznice
- Bifobija
- Biseksualno brisanje
- Lezbijka do mature
- Seksualni identitet
- Seksualna orijentacija